# Улица Касаткина (Казань)
Улица Касаткина (тат. Касаткин урамы) — улица в историческом центре Казани.

## География
Улица начинается от площади за зданием Госсовета РТ, спускается вниз, пересекает Федосеевскую улицу, и заканчивается пересечением с улицей Набережная Казанки. Ранее также пересекалась с улицами Бассейной, Олькеницкого и выходила к Казанке.

## История
Улица возникла не позднее конца XVIII века. Ранее нижняя часть улицы была занята Нижне-Фёдоровской слободой; верхняя часть улицы являлась окраиной Верхне-Фёдоровской слободы.
Первоначально улица имела название Пригонная гора, однако ещё задолго до революции оно было вытеснено современным названием. По наиболее распространённой версии, улица названа по фамилии отставного сержанта Кастакина, чей дом стоял у моста перекинутого через овраг между Поповой и Пригонной горами. В 1899 году улицу предлагалось переименовать в честь писателя Евгения Боратынского, однако фактически переименование не состоялось. До революции улица относилась к 1-й полицейской части города.
В советское время была в числе одной из немногих улиц, сохранивших своё дореволюционное название.
После введения районного деления в Казани относилась к Бауманскому району, а с 1970-х гг. — к Вахитовскому району.
До конца 1990-х — начала 2000-х годов улица была застроена, за редкими исключениями, малоэтажными деревянными домами. В 2000-е годы вся историческая застройка улицы была снесена, она была застроена элитными жилыми комплексами либо коттеджами, а конечный участок улицы оказался за забором т. н. «посёлка нефтяников».

## Примечательные объекты
- № 11, 15 — ЖК «Ренессанс».[14]

## Транспорт
- Общественный транспорт по улице не ходит; ближайшие остановки транспорта находятся в районе площади Свободы. Ближайшая станция метро — «Кремлёвская».

### Трамвай
С первой половины 1900-х годов по участку улицы Касаткина от Бассейной до Нижне-Фёдоровской улицы проходила Круговая линия городского трамвая. В середине 1920-х годов рельсы были демонтированы; движение, по-видимому, прекратилось несколькими годами раньше.

## Известные жители
На этой улице в разное время проживали врач Александр Дохман, педиатр Лев Мандельштам, профессор Казанской духовной академии Василий Нарбеков, историк религии Александр Смирнов, историк Сергей Шестаков, метеоролог Иван Картиковский, генерал-майоры Пётр Радзишевский и Михаил Толубаев, художник Николай Русаков (№9, дом Геркен), миколог Николай Сорокин, первый директор общества «Газ и электричество города Казани» Григорий Соколовский, доктор медицины Николай Орлов.